# Stenodactylus leptocosymbotes
Stenodactylus leptocosymbotes (піщаний гекон східний) — вид геконоподібних ящірок родини геконових (Gekkonidae). Мешкає на Аравійському півострові.

## Опис
Stenodactylus leptocosymbotes — відносно великі гекони, довжина яких (без врахування хвоста) становить 80 мм.

## Поширення і екологія
Східні піщані гекони мешкають на півночі Об'єднаних Арабських Еміратів, в Омані, зокрема на сусідніх острівцях, та на сході Ємену. Вони живуть в пустелях, на гравійних рівнинах та серед твердих ґрунтів, місцями порослих рослинностю. Ведуть нічний спосіб життя. Самиці відкладають 2 яйця.